# Cơ điện tử

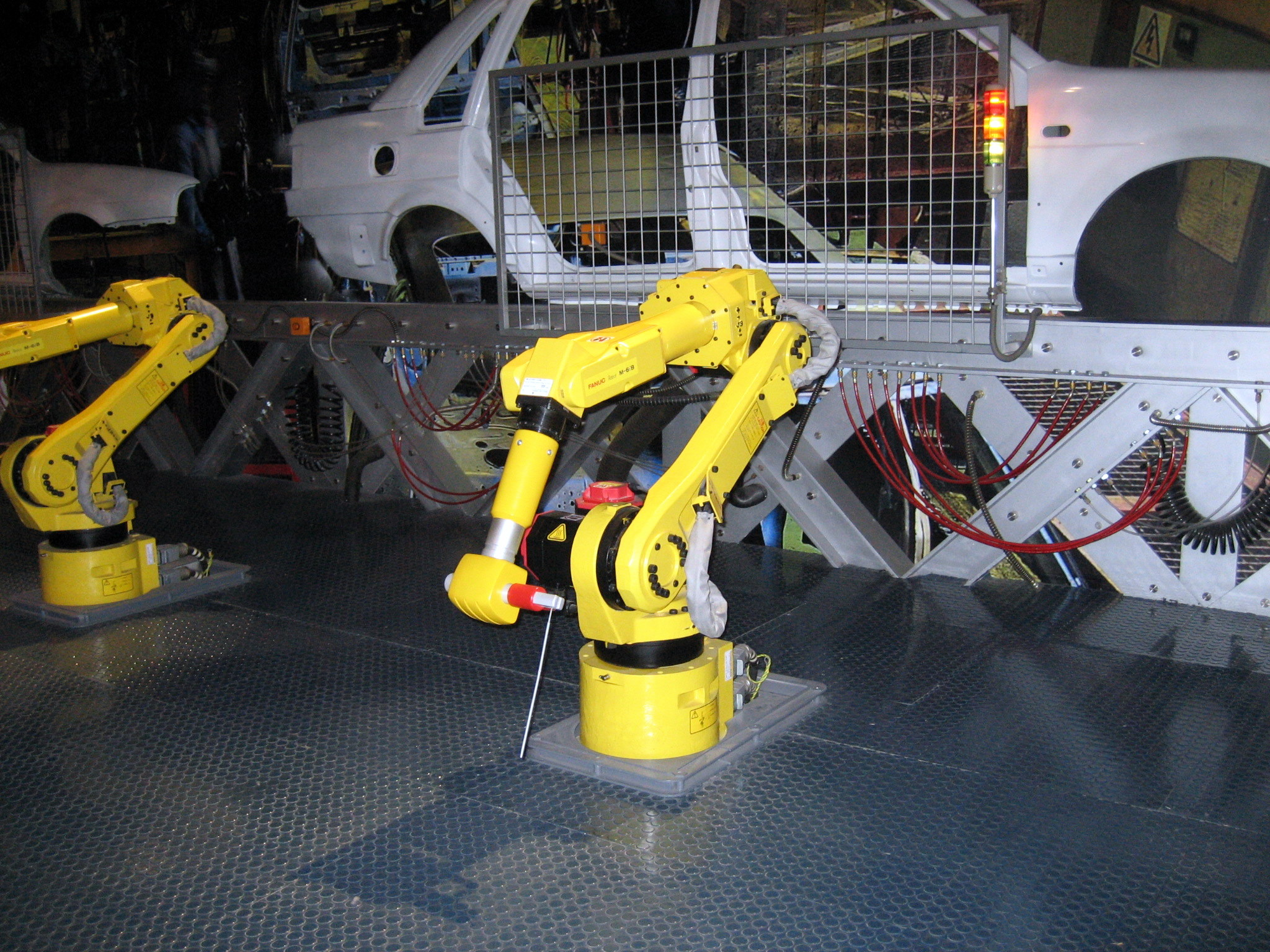
Hệ thống cơ điện tử

Cơ điện tử hay Kỹ thuật cơ điện tử là một nhánh kỹ thuật liên ngành chú trọng vào các ngành kỹ thuật điện tử và kỹ thuật cơ khí, cũng như nghiên cứu các lĩnh vực robot học, điện tử học, kỹ thuật máy tính, viễn thông, kỹ thuật hệ thống, kỹ thuật điều khiển và Product engineering. Với sự phát triển theo thời gian của công nghệ, nhiều phân ngành kỹ thuật đã thành công trong việc thích ứng và nhân rộng. Mục tiêu của ngành kỹ thuật cơ khí nhằm tạo ra giải pháp thiết kế (design solution) nhằm hợp nhất các phân ngành lại với nhau. Ban đầu, lĩnh vực nghiên cứu của cơ điện tử được dự định chỉ bao gồm sự kết hợp giữa cơ khí và điện tử, vì thế tên ngành là từ ghép giữa Cơ khí và Điện tử học (hay Mechatronics từ mechanics và electronics); tuy nhiên, với tính phức tạp của các hệ thống công nghệ phát triển không ngừng, định nghĩa của ngành được mở rộng sang nhiều lĩnh vực công nghệ khác.
Từ cơ điện tử (mechatronics) bắt nguồn từ Wasei-eigo là các từ vựng tiếng Nhật được xây dựng từ nguồn gốc là các từ vựng tiếng Anh và được tạo ra bởi Tetsuro Mori, một kỹ sư của Tập đoàn Điện tử Yaskawa. Từ mechatronics được đăng kí thương hiệu bởi một công ty ở Nhật Bản với mã số đăng kí "46-32714" vào năm 1971. Tuy nhiên, công ty sau đó đã công bố quyền sử dụng từ này cho công chúng, từ đó từ này bắt đầu được sử dụng trên toàn thế giới. Ngày nay, từ này được dịch sang nhiều ngôn ngữ và được coi là một thuật ngữ thiết yếu trong ngành công nghiệp.
Tiêu chuẩn NF E 01-010 của Pháp đưa ra định nghĩa: "phương pháp tiếp cận nhằm mục đích tích hợp cùng lúc cơ khí, điện tử, lý thuyết điều khiển tự động và khoa học máy tính trong việc thiết kế và sản xuất sản phẩm, để cải thiện và/hoặc tối ưu hóa chức năng của nó".
Nhiều người xem cơ điện tử là một từ thông dụng hiện đại đồng nghĩa với tự động hóa, robot học và kỹ thuật cơ điện (Electromechanical engineering).
Kỹ thuật cơ điện tử là một khái niệm được dùng phổ biến để mô tả về một lĩnh vực khoa học kỹ thuật liên ngành. Dù ra đời từ những năm 60 nhưng cũng chưa có khái niệm nào được chấp nhận đầy đủ. Một số người cho rằng đấy là bản chất của ngành này, nó luôn luôn được mở rộng, bổ sung thêm rất nhiều các lĩnh vực khác nhau. Tùy từng trường hợp cụ thể mà sự tham gia, vai trò của các ngành khoa học kỹ thuật là khác nhau trong một tổng thể hệ thống cơ điện tử. Từ những năm 2000 thì cơ điện tử nhiều nơi nghiên cứu như một phương pháp thiết kế máy tối ưu nhằm tận dụng được lợi thế của các ngành khoa học kỹ thuật liên quan. Nhưng xét về tính chung, phổ biến thì kỹ thuật cơ điện tử vẫn được cấu thành từ những ngành kỹ thuật cơ khí, kỹ thuật điện và điện tử, kỹ thuật lập trình, cảm biến và truyền thông. Việc lựa chọn khối kiến thức của ngành nào làm nền tảng cũng ảnh hướng lớn đến ngành kỹ thuật cơ điện tử. Nguồn gốc năm 1969 thì cơ điện tử là những loại máy móc cơ khí được tích hợp thêm những bộ điều khiển điện điện tử. Ngày nay một số cơ sở giáo dục để ngành cơ điện tử thuộc và trên nền tảng của ngành kỹ thuật điện, thậm chí là công nghệ thông tin. Điều đó ảnh hưởng nhiều đến định hướng của ngành cơ điện tử. Nhưng mô hình chung của thế giới là cơ điển tử vẫn lấy khối kiến thức của kỹ thuật cơ khí (máy) để làm nền tảng.

## Mô tả

Giản đồ Aerial Euler trên trang web của RPI mô tả các lĩnh vực cấu thành ngành cơ điện tử

Một kỹ sư cơ điện tử hợp nhất các nguyên tắc của cơ học, điện tử và máy tính để tạo ra một hệ thống đơn giản, có hiệu quả kinh tế và đáng tin cậy hơn.
Thuật ngữ "cơ điện tử" được tạo ra bởi Tetsuro Mori, là kỹ sư cấp cao của công ty Nhật Bản Yaskawa vào năm 1969. Robot công nghiệp là ví dụ điển hình của hệ thống cơ điện tử; nó bao gồm các khía cạnh của điện tử, cơ khí và máy tính để thực hiện các công việc hàng ngày.
Điều khiển học kỹ thuật (Engineering cybernetics) giải quyết các vấn đề kỹ thuật điều khiển trong các hệ thống cơ điện tử, được sử dụng để kiểm soát hoặc điều chỉnh cả một hệ thống (xem thêm lý thuyết điều khiển tự động). Thông qua sự hợp tác, các mô đun cơ điện tử thực hiện các mục tiêu sản xuất và kế thừa các đặc tính sản xuất linh hoạt và nhanh nhẹn trong sơ đồ sản xuất. Thiết bị sản xuất hiện đại bao gồm các mô đun cơ điện tử được tích hợp theo kiến trúc điều khiển (control architecture). Các kiến trúc phổ biến nhất bao gồm hệ thống cấp bậc (hierarchy), hệ thống đa cực (polyarchy), hệ thống hỗn hợp (heterarchy) và hệ thống lai (hybrid). Các phương pháp để đạt được hiệu quả kỹ thuật được mô tả bằng cách diều khiển các thuật toán, có thể sử dụng hoặc không sử dụng các phương pháp hình thức trong thiết kế. Các hệ thống hybrid quan trọng đối với cơ điện tử bao gồm hệ thống sản xuất, synergy drive,
planetary exploration rovers, các hệ thống phụ ô tô như các hệ thống chống bó phanh và hỗ trợ xoay (spin-assist) và các thiết bị hàng ngày như máy ảnh lấy nét tự động, video, đĩa cứng, đầu đĩa CD và điện thoại.

## Ứng dụng
- Tự động hóa, và trong lãnh vực của kỹ thuật rôbôt
- Cơ khí hệ thống trợ động
- Các hệ điều khiển và cảm ứng
- Kỹ thuật ô tô, trong thiết kế của các hệ thống con như các hệ thống phanh chống khóa
- Kỹ thuật máy tính, trong thiết kế của các cơ chế như các điều khiển máy tính

## Vai trò của cơ điện tử trong sản xuất và đời sống
Lâu nay khi nói về sự phát triển của sản xuất công nghiệp người ta hay để cập đến vai trò của tự động hóa. Nên nói về vai trò của tự động hóa thì cũng chính là vai trò của cơ điện tử. Cơ điện tử hay kỹ thuật cơ điện tử có vai trò khả năng nhìn nhận các vấn đề trong sản xuất công nghiệp và đời sống (do khối khiến thực tổng thể nên khả năng nhìn nhận cũng tổng thể và cơ hữu các vấn đề hơn), xây dựng các bài toán, nghiên cứu, thiết kế, chế tạo và ứng dụng máy móc, hệ thống máy móc tự động, hiện đại vào sản xuất công nghiệp. Trong đời sống cũng tương tự như vậy, với khả năng nhìn nhận vấn đề một cách tổng thể, cơ điện tử xâm nhập vào tất cả các lĩnh vực của đời sống xã hội như y tế, giao thông vận tải, nông nghiệp thông minh, giúp việc...tăng năng suất, tăng chất lượng, giải phóng con người khỏi các công việc nhàm chán, nguy hiểm...Sản xuất công nghiệp và đời sống vừa là nhu cầu vừa là động lực phát triển không ngừng của ngành cơ điện tử

## Xu hướng đào tạo cơ điện tử trên thế giới
Việc xóa nhòa biên giới của các ngành khoa học hay việc liên kết các ngành khoa học kỹ thuật là xu hướng chung của toàn thế giới. Điều này giúp tạo ra những sản phẩm đa dạng, có những tính năng mà những ngành khoa học kỹ thuật đơn ngành không thể "tưởng tượng" được. Trước đây, nguyên thủy cơ điện tử là ngành giống như tích hợp hệ thống, rồi dần dần phát triển lên thiết kế hệ thống. Thì những năm 2000 trở lại đây cơ điện tử được phát triển như một ngành tối ưu thiết kế hệ thống, phát triển các triết lý ứng dụng các ngành khoa học kỹ thuật có nền tảng khác nhau để tạo ra một thể thống nhất đạt được mục tiêu tối ưu. Phương pháp cơ điện tử được nghiên cứu và ngày một hoàn thiện và phát triển chứ không đơn thuần là việc cộng gộp hay tích hợp thành phần này, thành phần kia theo ý nguyên thủy

## Kỹ sư cơ điện tử
Để hình thành một kỹ sư có khả năng nhìn nhận vấn đề một cách tổng thể, bao quát được nhiều khía cạnh kỹ thuật, từ trước đến nay thường đòi hỏi rất nhiều thời gian và công sức trong quá trình tự học, tự đào tạo thông qua thực tiễn công việc. Tuy nhiên, cách tiếp cận này thường thiếu tính hệ thống, dễ dẫn đến sự thiên lệch trong tư duy do nền tảng kiến thức ban đầu không đồng đều hoặc do đặc thù công việc mà kỹ sư đó thường xuyên tiếp xúc.
Ngành Kỹ thuật Cơ điện tử hướng tới việc đào tạo những kỹ sư có nền tảng kiến thức vững chắc, tư duy đa chiều, có khả năng nhìn nhận các vấn đề một cách toàn diện và cân bằng giữa các lĩnh vực cơ khí, điện – điện tử và công nghệ thông tin. Bên cạnh đó, chương trình đào tạo còn chú trọng phát triển các kỹ năng phi kỹ thuật như: quản lý dự án, làm việc nhóm, tư duy sáng tạo và kỹ năng giao tiếp – những yếu tố then chốt giúp kỹ sư có thể đảm nhận vai trò lãnh đạo nhóm, làm việc độc lập, hoặc tham gia hiệu quả vào các giai đoạn khác nhau của một dự án kỹ thuật.
Đây chính là nhu cầu cấp thiết từ thực tiễn sản xuất hiện nay, nơi đòi hỏi đội ngũ kỹ sư không chỉ giỏi chuyên môn mà còn linh hoạt, sáng tạo và có khả năng thích ứng với môi trường công nghệ ngày càng phức tạp.

## Biến thể của ngành
Một biến thể nảy sinh của ngành là Cơ điện tử sinh học với mục đích tích hợp các bộ phận cơ khí với con người, thường ở dạng các chi tiết nhỏ có thể tháo rời như bộ xương ngoài. Đây là phiên bản "đời thực" của vật chế tạo điều khiển (Cyberware).
Một biến thể khác mà chúng ta có thể xem xét là Điều khiển chuyển động ở Cơ điện tử nâng cao, hiện được công nhận là công nghệ then chốt trong cơ điện tử. Tính bền vững của điều khiển chuyển động sẽ được thể hiện dưới dạng một hàm của độ cứng và là cơ sở để hiện thực hóa trong thực tế. Mục tiêu của chuyển động được tham số hóa bởi độ cứng điều khiển có thể thay đổi theo công việc được xét đến. Tuy nhiên, tính bền vững trong chuyển động của hệ thống luôn đòi hỏi độ cứng rất cao trong bộ điều khiển.
Avionics (kỹ thuật của các thiết bị điện tử phải hoạt động trong môi trường Không gian vũ trụ hoặc Hàng không) cũng được coi là một biến thể của cơ điện tử vì nó kết hợp một số lĩnh vực như kỹ thuật điện tử và viễn thông trong kỹ thuật hàng không vũ trụ.

## Internet Vạn Vật
Internet Vạn Vật (IoT) là liên mạng gồm các thiết bị vật lý, hệ thống nhúng với điện tử, phần mềm, cảm biến, cơ cấu chấp hành và sự kết nối mạng cho phép các bộ phận này thu thập và trao đổi dữ liệu.
IoT và cơ điện tử bổ sung cho nhau. Nhiều thành phần thông minh kết nối với Internet Vạn Vật về cơ bản sẽ là cơ điện tử. Sự phát triển của IoT đang buộc các kỹ sư cơ điện tử, nhà thiết kế, nhà chuyên môn và nhà giáo dục phải nghiên cứu cách thức mà các thành phần và hệ thống cơ điện tử được nhận thức, thiết kế và sản xuất. Điều này cho phép họ đối mặt với các vấn đề mới như bảo mật dữ liệu, đạo đức máy móc (machine ethics) và giao diện người-máy móc.